# Nino (2025)
Nino ist ein Filmdrama und das Spielfilmdebüt von Pauline Loquès. In der französischen Produktion spielt der Kanadier Théodore Pellerin in der Titelrolle einen jungen Mann, der nach einer Krebsdiagnose drei Tage lang durch die Straßen von Paris läuft und zwischen seinem Wunsch nach Einsamkeit und seinem Bedürfnis nach anderen Menschen hin- und hergerissen ist. Der Film feierte im Mai 2025 bei den Internationalen Filmfestspielen in Cannes seine Premiere. Der Kinostart in Frankreich ist Mitte September 2025 geplant.

## Handlung
Der 28-jährige Nino erhält nach einem Krankenhausaufenthalt mit vermeintlich anhaltenden Halsschmerzen und Müdigkeit die unerwartete Diagnose Kehlkopfkrebs. Da keine Zeit zu verlieren ist, wird Nino mitgeteilt, dass er in drei Tagen mit einer aggressiven Chemo- und Strahlentherapie beginnen muss und dass die Behandlung ihn möglicherweise unfruchtbar machen könnte. Deshalb soll er am Wochenende sein Sperma einfrieren lassen, wenn er jemals Kinder haben möchte. Auf Anraten seiner Ärzte ist der junge Mann drei Tage lang in Paris unterwegs, trifft Freunde und auch seine Mutter. Es fällt Nino jedoch schwer, ihnen von der Situation zu erzählen, in der er sich befindet.

## Produktion
Regie führte Pauline Loquès, die auch das Drehbuch schrieb. Es handelt sich bei Nino um ihr Spielfilmdebüt. Sie begann im Jahr 2020 mit der Entwicklung des Drehbuchs. Nach eigenen Aussagen interessierte sich Loquès für die Frage, wie sich eine Banalität des Alltags in einem außergewöhnlichen Moment des Lebens fortsetzt: „Ich mag es, dem Trivialen, dem Alltäglichen, dem Banalen aufzuspüren.“ Die Regisseurin hatte bereits einen 30-minütigen Kurzfilm über einen Junggesellinnenabschied gedreht, und ihre Produzentin Sandra da Fonseca schlug ihr vor, daraus einen Spielfilm zu machen. Es habe zu dieser Zeit einen jungen Mann in ihrer Familie gegeben, der an einer viel ernsteren und aggressiveren Form von Krebs erkrankt war als der im Film und der im Alter von 37 Jahren daran starb. Sie wollte der Krankheit mit ihrem Film einen Sinn geben und eine Figur zu retten. So sei die Idee für ihren Protagonisten Nino entstanden. Filmeditorin Clémence Diard war zuletzt für Céline Sallettes Filmbiografie Niki de Saint Phalle tätig.
Der Kanadier Théodore Pellerin, bekannt aus Filmen wie Niemals Selten Manchmal Immer und Lurker, spielt in der Titelrolle Nino, der auf Anraten seiner Ärzte Paris erkundet. Die für ihre Rolle in Barbara bekannte Schauspielerin Jeanne Balibar spielt Ninos Mutter, der für seine Rolle in The Freshman für den César und den Prix Lumière nominierte Schauspieler William Lebghil seinen besten Freund und Salomé Dewaels eine ehemalige Schulfreundin. Victoire Du Bois spielt eine Onkologin. Mathieu Amalric ist in einem Gastauftritt als weiser Fremder zu sehen, dem Nino in einem türkischen Bad begegnet. Das Casting übernahm Youna De Peretti.
Der Film erhielt Produktionsförderungen von der Région Auvergne-Rhône-Alpes und vom Centre national du cinéma et de l’image animée.
Die Dreharbeiten wurden am 7. Oktober 2024 begonnen und waren bis 14. November 2024 angesetzt. Als Kamerafrau fungierte Lucie Baudinaud, die zuletzt für Filme wie Olga von Elie Grappe und Duell der Besten von Vincent Perez tätig war.
Die Premiere des Films war am 18. Mai 2025 bei den Internationalen Filmfestspielen in Cannes, wo er in der Semaine de la critique gezeigt wurde. Im Vorfeld sicherte sich The Party Film Sales die Rechte. Im Juni 2025 wird Nino beim Champs-Élysées Film Festival vorgestellt. Im September 2025 sind Vorstellungen beim Toronto International Film Festival geplant. Am 17. September 2025 soll der Film in die französischen Kinos kommen.

## Rezeption

### Kritiken
Matthew Turner schreibt in seiner Kritik für Next Best Picture, die Inhaltsangabe dieses fesselnden Dramas mag düster klingen, doch es sei ein überraschend warmherziger Film, der sowohl berührend als auch sanft humorvoll ist. Pauline Loquès’ Drehbuch wirke von Anfang an sehr persönlich und ihre tiefe Sensibilität während des gesamten Films spürbar. Ninos anhaltender Kampf, seinen Liebsten seine weltbewegende Nachricht mitzuteilen, bilde das Herzstück des Films, der zu einer Hommage an Liebe, Freundschaft und Güte werde. Seine Diagnose mag möglicherweise tödlich sein, doch der Film finde auch Hoffnungsschimmer, nicht zuletzt in Ninos liebevoll beobachtetem Wiedersehen und den darauffolgenden Interaktionen mit Salomé Dewaels’ Figur Zoé. Théodore Pellerin sei in der Hauptrolle großartig und trage den Film mühelos mit seiner stets mitreißenden Leinwandpräsenz, die zwar etwas traurig, aber nie deprimierend ist. Er strahle eine entwaffnende, schlichte Süße aus, gepaart mit einer nachdenklichen Art. Man fühle ihn auf Schritt und Tritt, und es falle einem schwer, nicht jedes Mal, wenn er ein bestimmtes Gesicht schneidet, leise „Oh, wie schön …“ zu murmeln. Außerdem liefere Jeanne Balibar eine starke Leistung als Ninos Mutter ab, während Dewaels als Zoe charmant und sympathisch ist und eine berührende Chemie mit Pellerin entwickelt. Ebenso liefere Camille Rutherford eine lebendige und attraktive Darstellung als Ninos beste Freundin ab. Darüber hinaus überzeuge William Lebghill als Ninos bester Freund. Es sei ein häufiges Klischee in Filmkritiken, dass die Stadt, in der ein Film spielt, zu einer Figur wird, aber hier treffe das wirklich zu. Loquès vermittele einem das Gefühl, eine Seite von Paris zu sehen, die man normalerweise nicht sieht, vor allem nicht in Filmen. Es gebe keine glamourösen Aufnahmen des Eiffelturms oder von Notre Dame, stattdessen häufig Aufnahmen der im Bau befindlichen Stadt mit all dem Chaos, das sie mit sich bringt. Kamerafrau Lucie Baudinauds atmosphärische Kameraführung fange Paris bei Nacht hervorragend ein und unterstreiche das Gefühl einer Stadt im Wandel. Turner resümiert, Nino sei ein emotional mitreißendes und wunderschön gespieltes Drama, das über seine scheinbar düstere Handlung hinausgehe und etwas ganz Besonderes biete.

### Auszeichnungen
Champs-Élysées Film Festival 2025
- Nominierung im Spielfilmwettbewerb[11]

Internationale Filmfestspiele von Cannes 2025
- Nominierung in der Semaine de la critique
- Nominierung für die Caméra d’Or
- Auszeichnung mit dem Louis Roederer Rising Star Award (Théodore Pellerin)[14]

Toronto International Film Festival 2025
- Nominierung für den Platform Award[15]